# Herb Sierpca
Herb Sierpca – jeden z symboli miasta Sierpc w postaci herbu ustanowiony przez Radę Miejską w 1990 roku.

## Wygląd i symbolika

Dawny herb Sierpca

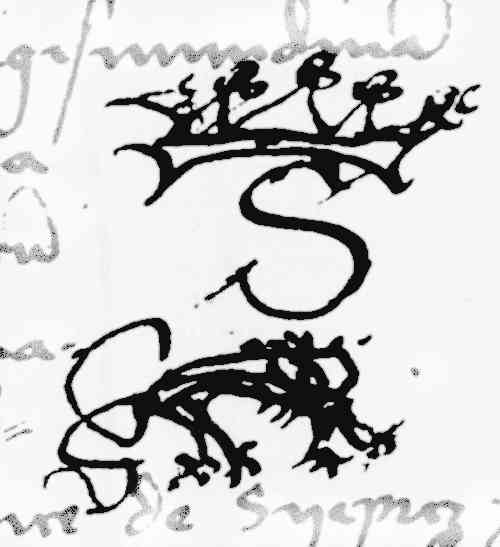
Stempel sukienniczy Sierpca

Herb przedstawia na tarczy typu hiszpańskiego w polu srebrnym, czerwoną fasadę kościoła z czarnymi łukowymi drzwiami, czarnym okrągłym oknem i trójkątnym szczytem zwieńczonym czarnym krzyżem łacińskim. Po bokach dwie ceglane wieże, z jednym łukowym oknem każda, zwieńczone czarnymi, spadzistymi dachami.

## Historia
Wzór herbowy występował już na początku XVI wieku. Znak przedstawiający literę S położoną w środku między koroną a lwem poniżej, stanowił tak zwany stempel, którym znakowano sukno wytworzone przez sierpeckich rzemieślników. Na pierwszej znanej pieczęci miasta przedstawiono murowaną budowlę z otwartą bramą (lub portalem), zwieńczonej trójkątnym, krzyżowo rozczłonowanym szczytem z krzyżem na wierzchu i dwoma wieżami po bokach nakrytymi spadzistymi dachami.
W wieku XVIII miasto używało pieczęci owalnej, na której zamiast kościoła przedstawiono bramę forteczną z trzema basztami. W 1793 r. Sierpc używał pieczęci, na której występował orzeł pruski oraz schematycznie przedstawiony herb miasta - mur miejski i trzy wieże z blankami.
Około 1831 roku, wykonano projekt herbu miasta, który przedstawiał koronę, literę S oraz lwa wspiętego na dwóch łapach. Jednakże projekt ten, nigdy nie został zatwierdzony.
W okresie międzywojennym zapewne używano herbu z wyobrażeniem fasady kościoła parafialnego według obrazu na pieczęci z XVI wieku. W tym samym okresie mógł być używany inny herb, który miał w polu białym czerwoną fasadę kościoła z trzema wieżami, z których środkowa, oblankowana i dwukondygnacyjna, była najwyższa.
W 1960 roku herb Sierpca przedstawiał w polu czerwonym lwa złotego wspiętego zwróconego w prawo. Taką postać herbu przyjęła też Miejska Rada Narodowa 29 czerwca 1972 r. nadając go miastu. Po wykorzystaniu herbu przez miejscowy browar jako logo firmowego, stał się znany szerzej i kojarzony jako oficjalny herb.
W 1990 roku ustanowiono wzór, w którym wykorzystano wzór z pieczęci z XVI wieku, jako najstarszego herbu Sierpca.
W 2005 roku Rada Miejska wniosła kilka poprawek do wyglądu herbu.